# William Satch
William Spencer Satch, detto Will (Henley-on-Thames, 9 giugno 1989), è un canottiere britannico, vincitore della medaglia d'oro nell'8 con a Rio de Janeiro 2016.

## Palmarès
- Olimpiadi

Londra 2012: bronzo nel 2 senza.
Rio de Janeiro 2016: oro nell'8.
- Mondiali

Chungju 2013: oro nell'8.
Amsterdam 2014: oro nell'8.
Aiguebelette 2015: oro nell'8.
Sarasota 2017: bronzo nel 4 senza.
- Europei

Belgrado 2014: bronzo nell'8.
Poznan 2015: argento nell'8.
Brandeburgo 2016: bronzo nell'8.